# Овехас
Овехас (исп. Ovejas) — город и муниципалитет на севере Колумбии, на территории департамента Сукре. Входит в состав субрегиона Монтес-де-Мария.

## История
Поселение, из которого позднее вырос город, было основано 2 июня 1776 года и первоначально называлось Сан-Франсиско-де-Асис. Своё современное название город получил в 1809 году.

## Географическое положение

Муниципалитет Овехас

Город расположен в северо-восточной части департамента, в гористой местности юго-восточной части хребта Мария, на расстоянии приблизительно 27 километров к северо-востоку от города Синселехо, административного центра департамента. Абсолютная высота — 255 метров над уровнем моря.
Муниципалитет Овехас граничит на западе с территорией муниципалитета Чалан, на юго-западе — с муниципалитетом Колосо, на юге — с муниципалитетом Лос-Пальмитос, на юго-востоке — с муниципалитетом Сан-Педро, на севере — с территорией департамента Боливар. Площадь муниципалитета составляет 444,7 км².

## Население
По данным Национального административного департамента статистики Колумбии, совокупная численность населения города и муниципалитета в 2015 году составляла 21 091 человек.
Динамика численности населения муниципалитета по годам:
| 2005   | 2006   | 2007   | 2008   | 2009   | 2010   | 2011   | 2012   | 2013   | 2014   | 2015   |
| ------ | ------ | ------ | ------ | ------ | ------ | ------ | ------ | ------ | ------ | ------ |
| 21 658 | 21 597 | 21 533 | 21 481 | 21 417 | 21 363 | 21 303 | 21 258 | 21 196 | 21 142 | 21 091 |

Согласно данным переписи 2005 года мужчины составляли 51,8 % от населения Овехаса, женщины — соответственно 48,2 %. В расовом отношении белые и метисы составляли 92,8 % от населения города; негры, мулаты и райсальцы — 7,2 %.
Уровень грамотности среди всего населения составлял 77,7 %.

## Экономика
Основу экономики Овехаса составляет сельское хозяйство.
65,7 % от общего числа городских и муниципальных предприятий составляют предприятия торговой сферы, 25,9 % — предприятия сферы обслуживания, 7,7 % — промышленные предприятия, 0,7 % — предприятия иных отраслей экономики.

## Транспорт
Через город проходит национальное шоссе № 25.